# Rivière du Bois Brûlé
Pour les articles homonymes, voir Rivière Brûlée et Brûlé.
La rivière du Bois Brûlé coule dans Saint-Anaclet-de-Lessard et dans la ville de Rimouski (secteur de Sainte-Blandine et de Sainte-Odile-sur-Rimouski), dans la municipalité régionale de comté (MRC) de Rimouski-Neigette, dans la région administrative du Bas-Saint-Laurent, au Québec, au Canada.

## Géographie
La rivière Bois Brûlé prend sa source lac non identifié dans la municipalité de Saint-Anaclet-de-Lessard et coule sur environ km jusqu'à sa confluence rive droite avec la  rivière Rimouski ; de là, cette dernière coule vers le nord, jusqu'à la rive sud du fleuve Saint-Laurent où elle se déverse au cœur de la ville de Rimouski.

## Toponymie
Le toponyme Rivière du Bois Brûlé a été officialisé le 5 décembre 1968 à la Commission de toponymie du Québec.